# Cycloramphus carvalhoi
Cycloramphus carvalhoi és una espècie de granota que viu al Brasil.